# Seydou Keita (football)
Pour les articles homonymes, voir Seydou Keïta et Keita.
Seydou Keita, né le 16 janvier 1980 à Bamako au Mali, est un footballeur international malien qui évolue au poste de milieu de terrain.

## Biographie
Il est le neveu de Salif Keïta et le cousin de Sidi Keita, son ancien coéquipier au RC Lens.
En 2009, Seydou Keita remporte avec le FC Barcelone un sextuplé inédit dans l'histoire du football : Ligue des champions, championnat d'Espagne, Coupe du Roi, Supercoupe d'Europe, Supercoupe d'Espagne et Coupe du monde des clubs.
Seydou Keita est actuellement le footballeur malien le plus titré avec 17 titres collectifs remportés durant sa carrière,.
Il a été élu meilleur joueur de la Coupe du monde des moins de 20 ans 1999, et a été Soulier de bronze africain en 2007.

## Carrière

### En club

#### Découverte du monde professionnel à l'OM
Formé au Centre Salif Keita, il rejoint l'équipe réserve de Marseille dès 1997. Il dispute une Coupe du monde des moins de 20 ans au Nigeria en 1999 où il a reçu le titre du meilleur joueur de la compétition, devançant Ronaldinho et Frank Lampard. Il évolue deux saisons en CFA, où il participe à 43 rencontres et inscrit 3 buts, et côtoie des futurs joueurs de la Ligue 1 tels que Benjamin Gavanon ou Jacques Abardonado. Durant la saison 1999-2000, il dispute quelques bouts de matches avec l’équipe première, le premier étant Marseille - Troyes le 19 septembre 1999, rencontre durant laquelle il remplace Christophe Dugarry à la 69e minute de jeu. Il est également aligné en Ligue des champions, en disputant trois matches. En effet, il participe cinq jours avant son premier match de championnat à la rencontre opposant Marseille à SK Sturm Graz au Vélodrome (victoire 2-0), en lieu et place du buteur Fabrizio Ravanelli à la 88e minute. Il est également sur le terrain lors de la double confrontation face à Dinamo Zagreb, et enfin contre le Feyenoord Rotterdam le 22 mars 2000.
Après neuf matchs sous le maillot phocéen, il part en prêt au FC Lorient mais ne reviendra jamais sur la Canebière.

#### La progression lorientaise
Pas prioritaire sur les petits papiers de l'entraîneur marseillais de l'époque, Abel Braga, Seydou Keita souhaite accumuler du temps de jeu. Il est donc prêté à Lorient, club de Division 2, où il participe pleinement à l’épopée bretonne qui ramène le club en Division 1. En effet, Seydou participe à tous les matches de Championnat dans leur intégralité, mis à part lors de la première journée. Grâce à ses bonnes performances, il apparaît même dans l'équipe type de la saison de D2.
L'option d'achat est levée, mais l'année suivante, le Malien joue moins à la suite de blessures à répétition. Il réapparaît en deuxième partie d'année, et décroche tout de même la Coupe de France un soir de mai 2002, durant laquelle il participe aux deux derniers matches dans leur intégralité alors que son équipe est reléguée en D2. Moins chanceux en Coupe de la Ligue, Keita et les siens échouent en finale. Il s'impose en équipe nationale, qui termine quatrième de la CAN organisée à domicile.
Comme à l'OM, Seydou Keita est prêté, cette fois-ci à Lens, mais il ne revêtira plus jamais la tunique tango pour laquelle il aura joué à 64 reprises inscrivant deux petits buts.

#### Un joueur majeur à Lens
C'est alors que le RC Lens, qui termine second de Ligue 1 et cherche à se renforcer en vue de la Ligue des champions, obtient un prêt d'un an du club merlu, concrétisé un an plus tard par un transfert définitif.
Epaulé par son ami Adama Coulibaly, Seydou tarde à confirmer, sans doute à cause du manque de temps de jeu accordé par l'entraîneur de l'époque, Joël Muller. Auteur tout de même d'une bonne saison où il dispute 28 matchs de Ligue 1 pour deux réalisations et une huitième place au classement. Si le RC Lens ne passe pas les Seizièmes de la Coupe de la Ligue, il ne va pas plus loin en Coupe de France perdant contre Toulouse (1-0), pensionnaire de Championnat de France de football de Ligue 2. En Ligue des champions Keita joue cinq matchs et le RC Lens est éliminé en phase de groupes.
Une fois l'option d'achat levée, Seydou Keita se voit accorder moins de temps de jeu par Joël Muller qui lui préfère Charles-Édouard Coridon et Papa Bouba Diop. Cette saison, le RC Lens déçoit encore, se faisant sortir au deuxième tour de la Coupe de l'UEFA par Gaziantepspor, par Dijon (2-1) en seizièmes de Coupe de France, club de National et par Sochaux (0-4) en quart de Coupe de la Ligue. Seydou Keita et les siens termineront à la huitième place en Ligue 1 et aura joué au total 31 matchs sans inscrire le moindre but.
Les départs de Charles-Édouard Coridon et Papa Bouba Diop et les arrivées de Jérôme Leroy et d'Alou Diarra lui permettent de se faire une place au soleil dans l'effectif lensois. Le remplacement de Joël Muller par Francis Gillot le 24 janvier 2005 ne fait que confirmer son statut de titulaire, il dispute 34 matchs de Championnat pour trois buts et une sptième place qualificative pour la Coupe Intertoto 2005. En Coupes nationales, le parcours des siens n'est guère plus brillant que celui de la saison précédente, s'arrêtant aux mêmes stades face au Stade rennais (3-2 en Coupe de France) et contre Saint-Étienne (0-3 en Coupe de la Ligue).
C'est lors de la saison 2005-2006 que le Malien débloque son palmarès lensois en remportant la Coupe Intertoto. Pas moins de 51 rencontres disputées et 3 buts inscrits pour Keita qui est désormais l'atout no 1 de son club.
Promu capitaine après le refus de Vitorino Hilton, porteur du brassard la saison dernière, Seydou Keita voit arriver son cousin Sidi Keita et surtout Nenad Kovacevic avec qui il va former une des meilleures paires défensives de Ligue 1. Le capitaine Sang & Or et chouchou de Bollaert et ses coéquipiers sont à nouveau deuxième derrière le désormais quintuple tenant du titre lyonnais avec 15 points de retard.
Éliminé en huitièmes de finale de la Coupe de la Ligue par Le Mans (3-1), Capitaine Keita voit les siens s'arrêter en Quart de finale de Coupe de France face au petit poucet de Montceau-les-Mines (1-0), mais c'est en Coupe de l'UEFA que le Racing Club de Lens va le plus loin. Qualifiés pour les Seizièmes de finale, Keita et Lens sortent le Panathinaïkos (3-1;0-0) mais tombent face au Bayer Leverkusen (2-1;3-0) malgré la victoire au match aller.
Cette saison est la plus prolifique pour Seydou Keita qui termine meilleur buteur du club avec 11 buts (ce qui est énorme pour un milieu défensif) à égalité avec Aruna Dindane (qui lui est attaquant) et 6e meilleur buteur de Ligue 1 (à égalité avec Fred, John Utaka, Johan Elmander, Frédéric Piquionne et Aruna Dindane, tous attaquants), mais il est aussi nommé pour recevoir le trophée du "meilleur joueur de la saison" et sera membre de l'équipe type de L1 de la saison 2006-2007 au côté de son coéquipier Vitorino Hilton. Seydou Keita aura été le joueur le plus utilisé de la saison par Francis Gillot avec 51 matchs pour 12 buts, devant Vitorino Hilton (49 matchs) et son gardien Charles Itandje (46 matchs).
Grâce à son excellente saison, le capitaine lensois attire les clubs européens et s'engage avec le FC Séville après avoir disputé pas moins de 211 matchs pour le RC Lens et inscrit 24 buts en cinq ans dont la moitié lors de sa dernière saison.
En 2022, le magazine So Foot le classe dans le top 1000 des meilleurs joueurs du championnat de France, à la 744e place.

#### À Séville pour remporter des titres
Alors qu'il avait prolongé son contrat au Racing Club de Lens, Gervais Martel tient sa parole en le laissant partir à l'été 2007. Il rejoint le Séville FC, qui vient de remporter la Coupe du Roi et la Coupe de l'UEFA tout en finissant troisième du Liga, à seulement cinq points des intouchables Real Madrid CF et FC Barcelone. Le montant du transfert se situe aux alentours de 7 millions d'€ plus une partie du montant de son futur transfert.
Sa carrière espagnole commence par la meilleure des façons puisque le milieu sévillan remporte la Supercoupe d'Espagne face au Real Madrid (1-0 à l'aller; 3-5 au retour). Il est titularisé lors de la Supercoupe de l'UEFA opposant Séville, vainqueur de la Coupe de l'UEFA 2007 à l'AC Milan, vainqueur de la Ligue des champions 2007 mais s'incline 3-1.
Malgré une première partie de saison catastrophique de la part du club sévillan qui voit Juande Ramos se faire débarquer, Seydou Keita reste un pion essentiel de son équipe et participe à la grande deuxième partie de saison du FC Séville qui terminera sixième de Liga. En Coupe du Roi, Keita et ses coéquipiers se font sortir dès les seizièmes de finale par le FC Barcelone par la règle du but à l'extérieur (1-1 à Sanchez Pizjuan et 0-0 au Camp Nou).
Auteur d'une bonne saison où il aura joué 43 matchs pour 7 buts, Seydou Keita est dans le viseur de club comme Barcelone. Mais le Malien, indique à ce moment-là vouloir rester au club avant de revenir sur ses propos et de s'engager en faveur du club catalan.

#### La consécration avec le FC Barcelone

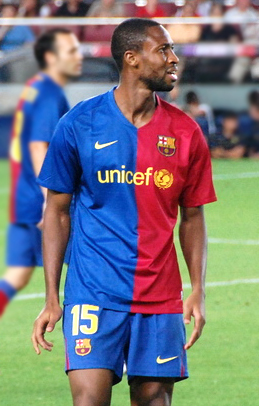
Seydou Keita avec le Barça en 2008.

Le 26 mai 2008, il signe un contrat de quatre ans avec le FC Barcelone pour un transfert estimé à 14 millions d'euros. Sa clause libératoire serait fixée à 90 millions d'euros. Il devient ainsi le premier footballeur malien à porter les couleurs du FC Barcelone. Malgré la clause d'intéressement sur un futur transfert instaurée par le RC Lens lors de son transfert au FC Séville l'année précédente, le club de Gervais Martel ne touche pas un centime car au moment du transfert le FC Séville avait lui aussi instauré une clause qui stipulait que si Keita rompait son contrat par démission avec Séville il devait, lui joueur, payer un prix fixé par avance au club. Les trois parties se mettent d'accord, Keita rompt son contrat, le FC Barcelone paye la clause à la place du joueur et le FC Séville n'a pas à payer la clause d'intéressement au RC Lens car le Malien a été libéré de son contrat et n'a donc pas été « réellement » transféré d'un club à l'autre.
Le 27 mai 2009 à Rome, Seydou Keita, rentré en cours de partie, remporte la Ligue des champions avec le FC Barcelone face à Manchester United (2-0) après avoir déjà remporté le Championnat et la Coupe d'Espagne (Copa del Rey) quelques jours avant. Il aura tout de même participé à 46 rencontres et inscrit 6 buts durant cette saison.
Le 19 décembre 2009, Seydou Keita a remporté avec Barcelone la Coupe du monde des clubs, le sixième titre d'une année 2009 exceptionnelle.
En août 2010, après avoir remporté Championnat d'Espagne pour la deuxième fois, il renouvelle son contrat jusqu'en 2014. Seydou Keita est le 12e homme de Josep Guardiola qui le fait jouer 42 matchs pour 6 buts, tous inscrits en Liga.
Il remporte la Supercoupe de l'UEFA et Liga pour la troisième année consécutive où il inscrit le but du Barça lors du match nul contre Levante qui officialise ce titre.
Le 28 mai 2011 à Wembley, Seydou Keita remporte sa deuxième Ligue des champions avec le FC Barcelone. Le Malien est l'un des chouchous de son entraîneur Pep Guardiola qui lui accorde toujours un minimum de temps de jeu. Cette saison il aura pris part à 56 matchs marquant 6 buts, de quoi justifier son statut de 12e homme vanté par le coach catalan.
En 2011, il remporte cinq titres avec le FC Barcelone dont la Coupe d'Espagne (Copa del Rey) et la Coupe du monde des clubs mais aussi la Supercoupe d'Espagne. Sa dernière saison est plus délicate avec notamment l'arrivée de Cesc Fàbregas, et Seydou Keita se voit accorder de moins en moins de temps de jeu jouant 42 matchs pour 4 buts, tandis que le Barça termine à la 2e place du Championnat derrière le grand rival madrilène. Le 26 décembre, il est tout de même élu Sportif malien de l'année 2011.
Le 8 juillet 2012, avec le départ de Pep Guardiola et malgré la volonté de Tito Vilanova de le faire prolonger, Seydou Keita quitte le FC Barcelone après quatre saisons, en faisant jouer une clause libératoire prévue s'il ne disputait pas un certain nombre de matchs de la saison. Il y aura tout de même remporté pas moins de 14 trophées sur 19 possibles dont 2 Ligues des champions et 3 Ligas participant à 186 rencontres et inscrivant 22 buts. L'international malien venu sur la volonté de Guardiola, quittera le FC Barcelone en même temps que son mentor, remportant les 14 titres conquis par ce dernier chez les catalans.

#### L'exil doré chinois
Au lendemain de sa rupture de contrat avec le FC Barcelone, le Malien s'engage pour deux saisons au Dalian Aerbin, club de la province du Liaoning tout juste promu en Chinese Super League, où il portera le no 20 et percevra un salaire de 12 millions € par an, il y déclare « Ça ne sert à rien de mentir : on joue au football pour gagner de l’argent tout comme on travaille pour en gagner. Je suis tout simplement un aventurier malien en quête d’argent et aider sa famille »,, intégrant ainsi le Top 10 des joueurs les mieux payés au monde (8e depuis l'arrivée de Zlatan Ibrahimović au Paris SG).
Promu capitaine dès son arrivée, ses débuts sous le maillot chinois sont très satisfaisants puisque Seydou Keita met à profit son expérience barcelonaise et inscrit 4 buts durant ses 9 premiers matchs de championnat. Sa première saison chinoise voit l'ancien lensois afficher des statistiques plus qu'honorables avec quatre buts et deux passes décisives en douze rencontres de Championnat (dont deux défaites seulement) et un match de Coupe (perdu 1-0 en quart de finale face au futur vainqueur), une 5e place et la meilleure attaque (51 buts en 30 matchs) pour le Dalian Aerbin dans un pays où le football est largement dominé par le Guangzhou Evergrande qui a raflé tous les titres en 2012 (Chinese Super League, Coupe de Chine et Supercoupe de Chine).
Alors que le Malien touche près de 12 millions € par an en Chine, il déclare à des journalistes espagnols, le 1er décembre 2012, que si le RC Lens, son club de cœur, le rappelait, il y retournerait les yeux fermés.
Malgré les départs de Didier Drogba et Nicolas Anelka du Championnat chinois, Seydou Keita assure son envie de continuer au Dalian Aerbin qui vient de recruter l'international français, Guillaume Hoarau.
Durant la saison 2013, Keita aura disputé 28 matchs pour 6 buts toutes compétitions confondues. Début janvier, il résilie son contrat avec le Dalian Aerbin après 41 rencontres disputées pour 10 buts inscrits.

#### Retour en Espagne au Valence CF
Le 30 janvier 2014, il s'engage pour six mois en faveur de Valence CF avec une option d'un an supplémentaire à l'âge de 34 ans. Lors de sa présentation, il indique avoir refusé Liverpool pour signer à Valence où il portera le no 11. Keita porte le no 42 en Coupe d'Europe puisque le no 11 qu'il possède dans les autres compétitions a déjà été porté par Dorlan Pabón durant la première partie de la C3 avant que ce dernier ne quitte le club à l'intersaison.
Le 16 février, il dispute son premier match sous ses nouvelles couleurs en rentrant en jeu pour les vingt dernières minutes face à Séville pour le compte de la 24e journée de Liga. Keita est pour la première fois titulaire lors du 16e de finale aller de Ligue Europa contre le Dynamo Kiev mais se jouant à Chypre à cause des problèmes qui ont lieu à Kiev. Alors qu'il porte le no 11 en Championnat, Keita porte le 42 en Coupe d'Europe puisque le premier a déjà été porté par Dorlan Pabón durant la première partie de la compétition avant qu'il ne quitte le club.
Le 27 mars 2014, lors de la réception d'Almería pour la 30e journée de Liga, Seydou Keita inscrit son premier but sous ses nouvelles couleurs au bout de 7 secondes 60 de jeu, faisant de lui le buteur le plus rapide de l'histoire de la Liga. L'épopée des Valencians en Ligue Europa se poursuit jusqu'en demi-finale. Contre Séville, futur vainqueur de l'épreuve, Seydou Keita joue l'intégralité des deux matchs et après une défaite 2-0 en Andalousie, lui et les siens mènent 3-0 au retour et sont virtuellement qualifiés jusqu'à la dernière minute du temps additionnel, moment choisit par Stéphane Mbia pour réduire la marque à 3-1 et qualifier les Sévillans. La route de l'Europe s'arrête donc la pour Keita mais son pari de revenir en Europe est réussi en devenant rapidement un maillon indispensable à son équipe, disputant 18 matchs pour 1 but marqué.
En fin de contrat avec Valence, le 30 juin, il s'est logiquement vu proposer une prolongation, mais ses bonnes prestations ont attiré l’œil de nombreux grands clubs européens telles que Liverpool, l'AS Rome ou encore Manchester United.

#### Découverte de l'Italie à l'AS Roma (2014-2016)

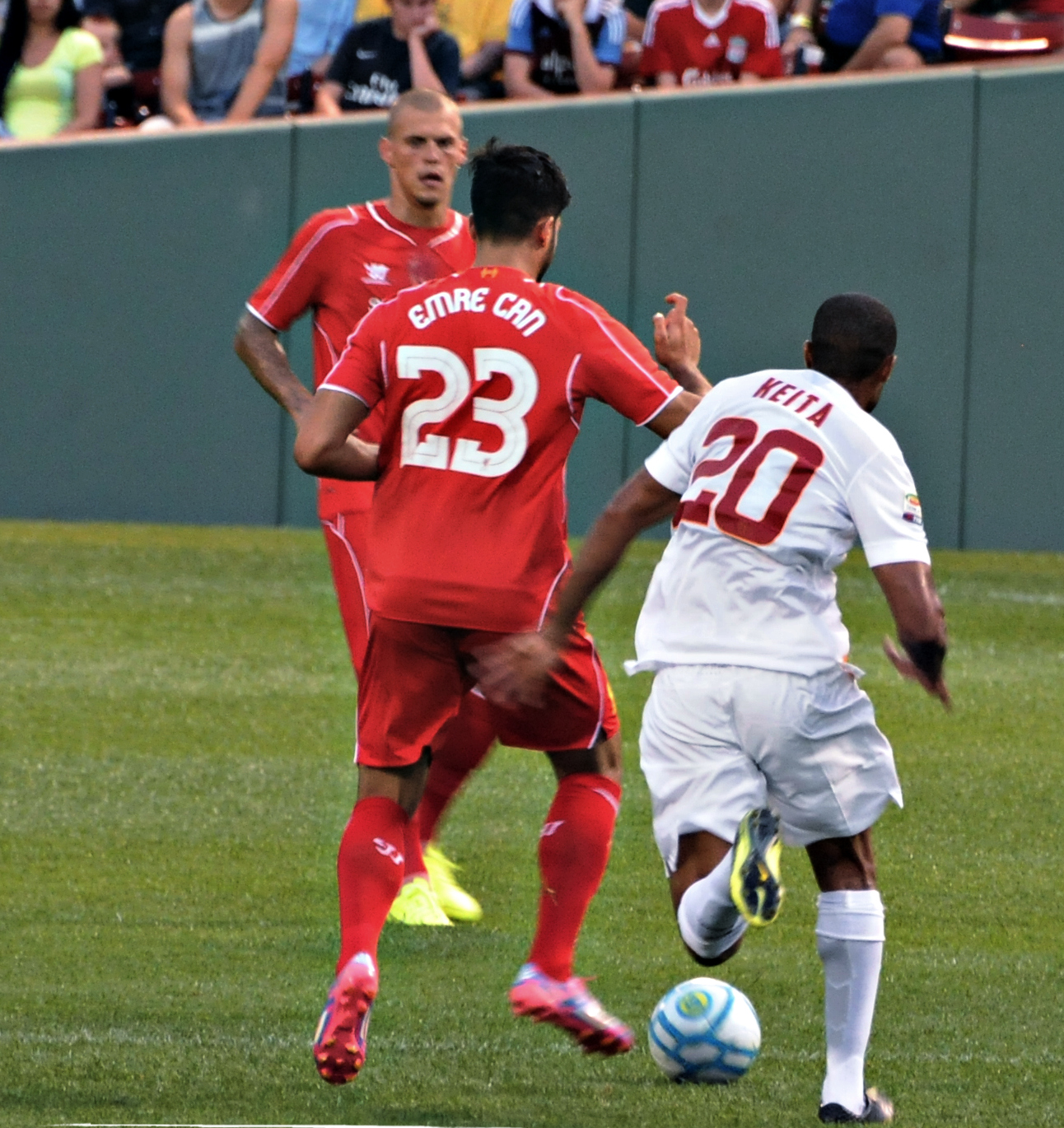
Avec l'AS Rome face au Liverpool FC d'Emre Can en 2014.

Finalement, le 5 juin 2014, Seydou Keita choisit de s'engager pour une saison, soit jusqu'en 2015, avec le club italien de l'AS Rome, vice-champion d'Italie.
Après être entré en jeu contre la Fiorentina puis Empoli pour des victoires 2-0 et 0-1, le Malien s'assure une place de titulaire dans une équipe qui enchaîne 5 victoires consécutives en Serie A ainsi qu'une autre victoire et un nul en Ligue des Champions. Son coach, Rudi Garcia en fait même son capitaine lors du déplacement victorieux au Parme FC (1-2). Indéboulonnable en milieu défensif devant la défense, le Malien inscrit son premier but sous le maillot romain lors de la 11e journée de Serie A contre le Torino pour une victoire 3-0. Le 25 novembre 2014, contre le CSKA Moscou, Seydou Keita dispute son 100e match en Coupe d'Europe (1-1) mais il sera éliminé de la C1 terminant 3e de son groupe derrière le Bayern Munich et Manchester City. Reversé en Ligue Europa, l'AS Rome va jusqu'en quart de finale de la compétition. Le club de la capitale italienne termine la saison à la 2e place et est directement qualifié pour la Ligue des Champions. Au niveau personnel, Seydou Keita devenu élément indispensable du système de Rudi Garcia, aura participé à 36 rencontres dont 26 en Série A pour 3 buts toutes compétitions confondues.
En fin de contrat à 35 ans, Seydou Keita prolonge son aventure romaine pour une saison supplémentaire. Il quitte le club italien en juin 2016, après deux saisons.

#### Une dernière pige au Qatar (2016-2017)
A 37 ans et sans club, Seydou Keita prend la direction du Qatar en s'engageant pour une saison à El Jaish SC où il disputera 15 rencontres pour 3 réalisations

### En sélection
Avec l'équipe malienne, Seydou Keita a participé à de nombreux matches. Depuis 2002, il figure régulièrement sur les terrains africains, prenant même le brassard de capitaine en l'absence de Mahamadou Diarra puis définitivement à la retraite de celui-ci. Keita a disputé sept Coupe d'Afrique des nations, en 2002 (6 matchs, 1 but), 2004 (4 matchs), 2008 (3 matchs), 2010 (3 matchs, 3 buts), 2012 (6 matchs, 1 but), 2013 (6 matchs, 3 buts) et 2015 (3 matchs, 0 but). À la suite de cette dernière édition, il décide de mettre momentanément son équipe nationale de côté. Il est à la fois recordman du nombre de sélections (102) et de buts (25) avec la sélection malienne.

#### Coupe d'Afrique des Nations 2002
Lors de la Coupe d'Afrique des Nations 2002 qui se joue à domicile, Seydou Keita et le Mali commencent par un match nul 1-1 contre le Liberia où Seydou égalise en toute fin de partie. Face au Nigeria, favori du groupe, les Aigles tiennent la dragée haute à leur adversaire parvenant à garder le point du nul 0-0. C'est lors du 3e et dernier match de poule contre l'Algérie que Keita et les siens obtiennent leur qualification grâce à une victoire 2-0. En quarts, les Maliens font chuter les Sud-Africains (2-0) avant de se faire lourdement sortir par le futur vainqueur et tenant du titre camerounais (0-3). La déception est grande pour Seydou Keita qui ne parvient pas à l'oublier et voit son équipe terminer à la 4e place de "sa" CAN après une nouvelle défaite face au Nigeria (1-0).

#### Coupe d'Afrique des Nations 2004
En 2004, le Mali finit 1er de son groupe de qualification et tombe dans un groupe où seul Sénégal semble pouvoir lui poser des problèmes. Le Kenya et le Burkina Faso se font tous deux écraser sur le même score de 1-3 par les coéquipiers de Seydou Keita. Comme attendu, le match entre le Sénégal et le Mali décidera de la 1re place du groupe avec un léger avantage aux Aigles puisque leur adversaire a été tenu en échec par le Burkina Faso. En prenant un petit point (1-1) Seydou Keita et les siens se qualifient pour les quarts de finale en finissant en tête de leur poule et tombent sur le Guinée. La qualification est obtenue dans le temps additionnel grâce à un but de Mahamadou Diarra (2-1). Mais face au Maroc, en demi-finale, la chanson est différente et les hommes de Henri Stambouli se font étriller 4-0. C'est une nouvelle fois face au Nigeria que se joue la 3e place du tournoi, et là encore les Super Eagles s'imposent 2-1, laissant, une nouvelle fois, Keita et les siens finir au pied du podium, même si le milieu n'a pas pris part à la rencontre.

#### Coupe d'Afrique des Nations 2008
Obsédé par la qualification pour la première Coupe du monde de son histoire finalement manquée, le Mali passe complètement à côté de ses qualifications pour la Coupe d'Afrique des nations 2006 en finissant avant-dernier de son groupe mais se rattrape en terminant en tête de sa poule de qualification pour la CAN 2008. Mais dans un groupe constitué notamment de la Côte d'Ivoire et du Nigeria l'affaire semble compliquée. Contre le Bénin, Keita et les siens s'imposent de justesse 1-0 avant de faire match nul contre les Super Eagles, 0-0. En ballotage favorable puisque le Nigeria ne compte qu'un nul et une défaite, Seydou Keita et ses partenaires n'ont besoin que d'un point, et peuvent même se satisfaire d'une défaite si elle n'est pas trop large en cas de victoire nigériane sur le Bénin. Mais face à l'ogre du groupe, Keita, une nouvelle fois titulaire, se fait écraser par les Éléphants 3-0, terminant 3e du groupe à la différence de but se faisant dépasser par le Nigeria.

#### Coupe d'Afrique des Nations 2010
Comme en 2006, Seydou Keita ne parvient pas à qualifier son pays pour la Coupe du monde 2010 mais accroche le wagon de la CAN 2010. Face au pays organisateur, l'Angola, le Mali de Seydou Keita est mené 4-0 à moins d'un quart d'heure de la fin. Rentré à la 34e, le no 12 des Aigles montre le chemin aux siens en réduisant l'écart. Frédéric Kanouté l'imitera avant que Keita s'offre un doublé dans le temps additionnel et que Mustapha Yatabaré n'égalise au bout d'un match épique (4-4). Les forces laissées face à l'Angola pour revenir à égalité se font ressentir au moment d'affronter l'Algérie où Keita retrouve sa place de titulaire (0-1). Contre l'Malawi, le Mali démarre fort et ouvre le score dès la première minute de jeu par Kanouté avant que Seydou Keita, capitaine en la suspension de Mahamadou Diarra, ne double la mise deux minutes plus tard, victoire 3-1, insuffisant pour passer le 1er tour où Les Aigles terminent 3e.

#### Coupe d'Afrique des Nations 2012
Pour l'édition 2012 de la CAN, Seydou Keita est le vice-capitaine. La compétition commence pour le mieux puisque les Maliens s'imposent 1-0 face à la Guinée avant de s'incliner face au favori du groupe, le Ghana (2-0). C'est contre le Botswana et grâce à un but de son capitaine, Seydou Keita, que le Mali obtient son billet pour les quarts. Face à l'organisateur gabonais, Keita et les siens n'ont d'autre choix que d'aller aux tirs au but, et c'est encore le no 12 et capitaine qui envoie les siens au tour suivant en réussissant le dernier tir (1-1, 4-5 après tirs au but). Sur le chemin de Keita se dresse alors l'ultime favori à la victoire, Côte d'Ivoire de Didier Drogba. Les demi-finales ne réussissent toujours pas aux Aigles puisqu'ils doivent s'incliner sur le plus petit des écarts, 1-0. L'autre grand déçu de la compétition, le Ghana, déjà affronté en phase de poule, se retrouve face à Keita et les siens pour la 3e place, mais cette fois-ci, les Maliens s'imposent et terminent sur la 3e marche du podium grâce à une victoire 2-0.

#### Coupe d'Afrique des Nations 2013
Toujours capitaine de sa sélection, Seydou Keita fait logiquement partie des 23 Maliens qui disputent la Coupe d'Afrique des Nations 2013 malgré les gros problèmes qui secouent son pays. Pour son entrée dans la compétition face au Niger, le milieu du Dalian Aerbin a endossé le costume du sauveur en marquant le but de la victoire en fin de partie (1-0) après avoir touché l'équerre et s'être montré dangereux à plusieurs reprises. Face aux redoutables Black Stars ghanéens, le Mali doit s'incliner 1-0 malgré les efforts du capitaine Keita. Lors du match de la qualification face à la République démocratique du Congo, Keita et les siens ne parviennent pas à faire mieux qu'un nul 1-1 après avoir concédé l'ouverture du score au bout de 3 minutes de jeu. Avec 4 points au compteur, le Mali parvient à se hisser en quart de finale en terminant 2e de son groupe où ils affrontera le pays organisateur, l'Afrique du Sud. Dominés durant toute la rencontre, les Maliens doivent une nouvelle fois s'en remettre à leur capitaine Keita pour égaliser et leur permettre d'aller aux tirs au but où ils s'imposent 1-1, 1-3 après tirs au but. Comme l'an dernier, le Mali sort le pays hôte aux tirs au but lors du quart de finale. En demi finale, les Aigles du Mali retrouvent l’impressionnante armada du Nigeria, tombeuse surprise du favori ivoiriens. Comme en 2002 et en 2004, Keita et les siens se font sortir en demi finale, les Nigérians continuent sur leur lancée et corrigent le Mali 1-4. À l'instar de la dernière édition, les Aigles retrouvent le Ghana lors de la petite finale après les avoir déjà affronté en phase de poule. L'histoire se répète pour Seydouben et les siens qui s'imposent 3-1 lors du match pour la 3e place, grâce au 3e but du capitaine dans cette compétition qui lui permet de devenir le meilleur buteur de l'histoire du Mali en Coupe d'Afrique des nations avec 8 réalisations en 6 participations. Après la défaite en demi finale, son sélectionneur Patrice Carteron dira que le problème de son équipe c'est de n'avoir que Seydou Keita comme grand joueur. Dans ce contexte de guerre dans le pays, les coéquipiers de Keita peuvent être fiers de leur parcours même si, une nouvelle fois, ils terminent sur la dernière marche du podium pour ce qui était peut être la dernière compétition continentale du capitaine.

#### Coupe d'Afrique des Nations 2015
Après une nouvelle qualification manquée pour le Mondial 2014, le capitaine indéboulonnable de sa sélection et artisan de la belle saison de l'AS Rome est du voyage en Guinée Équatoriale. Pour cette CAN 2015, la 30e édition, le Mali est dans le groupe le plus relevé et affronte le Cameroun pour son entrée dans la compétition. Keita est l'auteur du coup franc qui voit Sambou Yatabaré ouvrir le score avant d'être rejoint en fin de match (1-1). Face à la Côte d'Ivoire, c'est le même scénario puisque les Aigles ouvrent une nouvelle fois le score avant de se faire rattraper en toute fin de partie (1-1). Les quatre premiers matchs du Groupe D s'étant tous soldés sur le score de 1-1, le match face à la Guinée sera donc décisif puisque les quatre équipes se trouvent à deux points et égalité parfaite à la différence de buts, buts marqués et encaissés. À l'inverse des deux premières rencontres, les Maliens se voient rapidement mener au score par les Guinéens sur penalty. Dans la minute qui suit le but, Seydou Keita a l'occasion d'égaliser, lui aussi, sur penalty, mais voit sa tentative être repoussée par le gardien. Les Aigles parviendront à égaliser au retour des vestiaires mais le match accouche un nouveau score de 1-1. Grâce à sa victoire 0-1 contre le Cameroun, la Côte d'Ivoire est donc la seule équipe qualifiée du Groupe D en attendant le tirage au sort qui départagera Guinéens et Maliens dont les statistiques dans la compétition sont exactement les mêmes. Une méthode à laquelle les instances du football africain n'avaient plus eu recours depuis 1988. Malheureusement, le hasard enverra la Guinée affronter le Ghana en quarts de finale tandis que Keita et les siens terminent de ce fait 3e de leur groupe et ne passent donc pas le 1er tour comme en 2008 et 2010. Pour ce qui est certainement la dernière compétition internationale du capitaine malien, la déception est d'autant plus grande puisqu'il a manqué un penalty qui aurait pu qualifier son pays lors du match décisif.
Après cette nouvelle désillusion, Keita, capitaine de la sélection malienne décide de mettre cette dernière de côté momentanément pour se consacrer à son club.

#### Retraite
Saydou Keita a pris sa retraite internationale en 2015 sans faire de bruit à cause d'une blessure et cela a coïncidé avec le décès de sa mère.

## Statistiques

### Détails par saison
| Saison                | Club                   | Championnat           | Championnat | Championnat | Coupe nationale | Coupe nationale | Coupe de la Ligue | Coupe de la Ligue | Supercoupe | Supercoupe | Compétition(s) continentale(s) | Compétition(s) continentale(s) | Compétition(s) continentale(s) | Supercoupe de l'UEFA | Supercoupe de l'UEFA | Coupe du monde des clubs de la FIFA | Coupe du monde des clubs de la FIFA | Mali | Mali | Total | Total |
| Saison                | Club                   | Division              | M.          | B.          | M.              | B.              | M.                | B.                | M.         | B.         | Comp.                          | M.                             | B.                             | M.                   | B.                   | M.                                  | B.                                  | M.   | B.   | M.    | B.    |
| 1999-2000             | Olympique de Marseille | Ligue 1               | 6           | 0           | -               | -               | -                 | -                 | -          | -          | C1                             | 3                              | 0                              | -                    | -                    | -                                   | -                                   | 2    | 0    | 11    | 0     |
| Sous-total            | Sous-total             | Sous-total            | 6           | 0           | -               | -               | -                 | -                 | -          | -          | -                              | 3                              | 0                              | -                    | -                    | -                                   | -                                   | 2    | 0    | 11    | 0     |
| 2000-2001             | FC Lorient (prêt)      | Ligue 2               | 37          | 1           | -               | -               | 1                 | 0                 | -          | -          | -                              | -                              | -                              | -                    | -                    | -                                   | -                                   | -    | -    | 38    | 1     |
| 2001-2002             | FC Lorient             | Ligue 1               | 21          | 0           | 2               | 0               | 3                 | 1                 | -          | -          | -                              | -                              | -                              | -                    | -                    | -                                   | -                                   | 10   | 3    | 36    | 4     |
| Sous-total            | Sous-total             | Sous-total            | 58          | 1           | 2               | 0               | 4                 | 1                 | -          | -          | -                              | -                              | -                              | -                    | -                    | -                                   | -                                   | 10   | 3    | 74    | 5     |
| 2002-2003             | RC Lens (prêt)         | Ligue 1               | 28          | 2           | 2               | 1               | 1                 | 0                 | -          | -          | C1+C3                          | 5+2                            | 0+0                            | -                    | -                    | -                                   | -                                   | 8    | 1    | 46    | 4     |
| 2003-2004             | RC Lens                | Ligue 1               | 22          | 0           | -               | -               | 3                 | 0                 | -          | -          | C3                             | 6                              | 0                              | -                    | -                    | -                                   | -                                   | 8    | 1    | 39    | 1     |
| 2004-2005             | RC Lens                | Ligue 1               | 34          | 3           | 2               | 0               | 3                 | 1                 | -          | -          | -                              | -                              | -                              | -                    | -                    | -                                   | -                                   | 5    | 2    | 44    | 6     |
| 2005-2006             | RC Lens                | Ligue 1               | 35          | 3           | 2               | 0               | 1                 | 0                 | -          | -          | CI+C3                          | 7+6                            | 1+0                            | -                    | -                    | -                                   | -                                   | 3    | 0    | 54    | 4     |
| 2006-2007             | RC Lens                | Ligue 1               | 37          | 11          | 3               | 1               | 1                 | 0                 | -          | -          | C3                             | 10                             | 0                              | -                    | -                    | -                                   | -                                   | 7    | 3    | 58    | 15    |
| Sous-total            | Sous-total             | Sous-total            | 156         | 19          | 9               | 2               | 9                 | 1                 | -          | -          | -                              | 36                             | 1                              | -                    | -                    | -                                   | -                                   | 31   | 7    | 241   | 30    |
| 2007-2008             | Séville FC             | Liga                  | 31          | 4           | -               | -               | -                 | -                 | 2          | 0          | C1                             | 9                              | 3                              | 1                    | 0                    | -                                   | -                                   | 12   | 5    | 55    | 12    |
| Sous-total            | Sous-total             | Sous-total            | 31          | 4           | -               | -               | -                 | -                 | 2          | 0          | -                              | 9                              | 3                              | 1                    | 0                    | -                                   | -                                   | 12   | 5    | 55    | 12    |
| 2008-2009             | FC Barcelone           | Liga                  | 29          | 4           | 5               | 0               | -                 | -                 | -          | -          | C1                             | 12                             | 2                              | -                    | -                    | -                                   | -                                   | 5    | 0    | 51    | 6     |
| 2009-2010             | FC Barcelone           | Liga                  | 29          | 6           | 1               | 0               | -                 | -                 | 2          | 0          | C1                             | 10                             | 0                              | 1                    | 0                    | 1                                   | 0                                   | 6    | 3    | 50    | 9     |
| 2010-2011             | FC Barcelone           | Liga                  | 35          | 3           | 9               | 2               | -                 | -                 | 2          | 0          | C1                             | 10                             | 1                              | -                    | -                    | -                                   | -                                   | -    | -    | 56    | 6     |
| 2011-2012             | FC Barcelone           | Liga                  | 26          | 3           | 3               | 0               | -                 | -                 | 2          | 0          | C1                             | 9                              | 0                              | 1                    | 0                    | 1                                   | 1                                   | 11   | 2    | 53    | 6     |
| Sous-total            | Sous-total             | Sous-total            | 119         | 16          | 18              | 2               | -                 | -                 | 6          | 0          | -                              | 41                             | 3                              | 2                    | 0                    | 2                                   | 1                                   | 22   | 5    | 210   | 27    |
| 2012                  | Dalian Aerbin          | D1                    | 12          | 4           | 1               | 0               | -                 | -                 | -          | -          | -                              | -                              | -                              | -                    | -                    | -                                   | -                                   | 1    | 0    | 14    | 4     |
| 2013                  | Dalian Aerbin          | D1                    | 25          | 6           | 3               | 0               | -                 | -                 | -          | -          | -                              | -                              | -                              | -                    | -                    | -                                   | -                                   | 7    | 3    | 35    | 9     |
| Sous-total            | Sous-total             | Sous-total            | 37          | 10          | 4               | 0               | -                 | -                 | -          | -          | -                              | -                              | -                              | -                    | -                    | -                                   | -                                   | 8    | 3    | 49    | 13    |
| 2013-2014             | Valence CF             | Liga                  | 11          | 1           | -               | -               | -                 | -                 | -          | -          | C3                             | 7                              | 0                              | -                    | -                    | -                                   | -                                   | 2    | 0    | 20    | 1     |
| Sous-total            | Sous-total             | Sous-total            | 11          | 1           | -               | -               | -                 | -                 | -          | -          | -                              | -                              | -                              | -                    | -                    | -                                   | -                                   | 2    | 0    | 13    | 1     |
| 2014-2015             | AS Rome                | Série A               | 26          | 2           | 1               | 0               | -                 | -                 | -          | -          | C1+C3                          | 5+4                            | 0+1                            | -                    | -                    | -                                   | -                                   | 5    | 1    | 41    | 4     |
| 2015-2016             | AS Rome                | Série A               | 20          | 1           | -               | -               | -                 | -                 | -          | -          | C1                             | 3                              | 0                              | -                    | -                    | -                                   | -                                   | -    | -    | 23    | 1     |
| Sous-total            | Sous-total             | Sous-total            | 46          | 3           | 1               | 0               | -                 | -                 | -          | -          | -                              | 12                             | 1                              | -                    | -                    | -                                   | -                                   | 5    | 1    | 64    | 5     |
| Total sur la carrière | Total sur la carrière  | Total sur la carrière | 451         | 53          | 32              | 5               | 14                | 2                 | 8          | 0          | -                              | 108                            | 8                              | 3                    | 0                    | 2                                   | 1                                   | 92   | 24   | 710   | 93    |

### Buts internationaux
| Buts internationaux de Seydou Keita | Buts internationaux de Seydou Keita | Buts internationaux de Seydou Keita                               | Buts internationaux de Seydou Keita | Buts internationaux de Seydou Keita | Buts internationaux de Seydou Keita | Buts internationaux de Seydou Keita | Buts internationaux de Seydou Keita |
|                                     | Date                                | Lieu                                                              | Adversaire                          | Score                               | Résultat                            | Compétition                         |                                     |
| ----------------------------------- | ----------------------------------- | ----------------------------------------------------------------- | ----------------------------------- | ----------------------------------- | ----------------------------------- | ----------------------------------- | ----------------------------------- |
| 1.                                  | 25 décembre 2001                    | Stade Baréma Bocoum, Mopti, Mali                                  | Ghana                               | 1-1                                 | 1-1                                 | Match amical                        |                                     |
| 2.                                  | 10 janvier 2002                     | Stade Abdoulaye Makoro Cissoko, Kayes, Mali                       | Zambie                              | 1-1                                 | 1-1                                 | Match amical                        |                                     |
| 3.                                  | 19 janvier 2002                     | Stade du 26 mars, Bamako, Mali                                    | Liberia                             | 1-1                                 | 1-1                                 | CAN 2002                            |                                     |
| 4.                                  | 13 octobre 2002                     | Stade du 26 mars, Bamako, Mali                                    | Seychelles                          | 1-0                                 | 3-0                                 | Qualifications CAN 2004             |                                     |
| 5.                                  | 10 octobre 2003                     | Estádio 24 de Setembro, Bissau, Guinée-Bissau                     | Guinée-Bissau                       | 0-1                                 | 1-2                                 | Qualifications Coupe du monde 2006  |                                     |
| 6.                                  | 18 août 2004                        | Stade olympique Yves-du-Manoir, Colombes, France                  | RD Congo                            | 0-1                                 | 0-3                                 | Match amical                        |                                     |
| 7.                                  | 18 août 2004                        | Stade olympique Yves-du-Manoir, Colombes, France                  | RD Congo                            | 0-2                                 | 0-3                                 | Match amical                        |                                     |
| 8.                                  | 6 février 2007                      | Stade Marville, La Courneuve, France                              | Lituanie                            | 0-1                                 | 1-3                                 | Match amical                        |                                     |
| 9.                                  | 17 juin 2007                        | Stade du 26 mars, Bamako, Mali                                    | Sierra Leone                        | 2-0                                 | 6-0                                 | Qualifications CAN 2008             |                                     |
| 10.                                 | 17 juin 2007                        | Stade du 26 mars, Bamako, Mali                                    | Sierra Leone                        | 4-0                                 | 6-0                                 | Qualifications CAN 2008             |                                     |
| 11.                                 | 22 août 2007                        | Montreuil, France                                                 | Burkina Faso                        | -                                   | 3-2                                 | Match amical                        |                                     |
| 12.                                 | 1er juin 2008                       | Stade du 26 mars, Bamako, Mali                                    | Congo                               | 1-0                                 | 4-2                                 | Qualifications Coupe du monde 2010  |                                     |
| 13.                                 | 1er juin 2008                       | Stade du 26 mars, Bamako, Mali                                    | Congo                               | 4-1                                 | 4-2                                 | Qualifications Coupe du monde 2010  |                                     |
| 14.                                 | 22 juin 2008                        | Stade du 26 mars, Bamako, Mali                                    | Soudan                              | 2-0                                 | 3-0                                 | Qualifications Coupe du monde 2010  |                                     |
| 15.                                 | 22 juin 2008                        | Stade du 26 mars, Bamako, Mali                                    | Soudan                              | 3-0                                 | 3-0                                 | Qualifications Coupe du monde 2010  |                                     |
| 16.                                 | 10 janvier 2010                     | Estádio Nacional 11 de Novembro, Luanda, Angola                   | Angola                              | 4-1                                 | 4-4                                 | CAN 2010                            |                                     |
| 17.                                 | 10 janvier 2010                     | Estádio Nacional 11 de Novembro, Luanda, Angola                   | Angola                              | 4-3                                 | 4-4                                 | CAN 2010                            |                                     |
| 18.                                 | 18 janvier 2010                     | Estádio Chimandela, Cabinda, Angola                               | Malawi                              | 2-0                                 | 3-1                                 | CAN 2010                            |                                     |
| 19.                                 | 11 novembre 2011                    | Stade des Diablots, Saint-Leu-la-Forêt, France                    | Burkina Faso                        | 0-1                                 | 1-1                                 | Match amical                        |                                     |
| 20.                                 | 1er février 2012                    | Stade d'Angondjé, Libreville, Gabon                               | Botswana                            | 1-2                                 | 1-2                                 | CAN 2012                            |                                     |
| 21.                                 | 27 mai 2012                         | Stade municipal de Saint-Leu-la-Forêt, Saint-Leu-la-Forêt, France | Côte d'Ivoire                       | 1-2                                 | 1-2                                 | Match amical                        |                                     |
| 22.                                 | 20 janvier 2013                     | Nelson Mandela Bay Stadium, Port Elizabeth, Afrique du Sud        | Niger                               | 1-0                                 | 1-0                                 | CAN 2013                            |                                     |
| 23.                                 | 2 février 2013                      | Moses Mabhida Stadium, Durban, Afrique du Sud                     | Afrique du Sud                      | 1-1                                 | 1-1                                 | CAN 2013                            |                                     |
| 24.                                 | 9 février 2013                      | Nelson Mandela Bay Stadium, Port Elizabeth, Afrique du Sud        | Ghana                               | 2-0                                 | 3-1                                 | CAN 2013                            |                                     |
| 25.                                 | 19 novembre 2014                    | Stade du 26 Mars, Bamako, Mali                                    | Algérie                             | 1-0                                 | 2-0                                 | Qualifications CAN 2015             |                                     |

## Palmarès

### En club
Seydou Keita remporte son premier titre sous les couleurs du FC Lorient avec la Coupe de France en 2002. Il est finaliste de la Coupe de la Ligue 2002 et vice-Champion de France de Division 2 en 2001. Il est également vainqueur de la Coupe Intertoto en 2005 avec le RC Lens.
En Espagne, sous les couleurs du Séville FC, il remporte la Supercoupe d'Espagne en 2007 mais perd en finale de la Supercoupe de l'UEFA 2007.
Puis sous les couleurs du FC Barcelone, il remporte la Ligue des champions à deux reprises en 2009 et 2011. Il remporte également la Supercoupe de l'UEFA à deux reprises en 2009 et 2011 et deux Coupes du monde des clubs en 2009 et 2011.
Sur le plan national il est Champion d'Espagne à trois reprises en 2009, 2010 et 2011 et vice-champion en 2012. Il remporte la Coupe d'Espagne deux fois en 2009 et 2012 et s'incline en finale de l'édition 2011. Il remporte également trois Supercoupes d'Espagne en 2009, 2010 et 2011.

### En sélection
Avec sa sélection, il termine à la troisième place de la Coupe d'Afrique des nations à deux reprises en 2012 et 2013.
Il est le premier joueur africain à détenir le ballon d’or de la coupe du monde des moins de 20 ans.

### Distinctions personnelles
- Meilleur joueur de la Coupe du monde des moins de 20 ans 1999
- Meilleur buteur de l'histoire de l'équipe nationale du Mali (25 buts)
- Deuxième au classement du joueur africain de l'année 2011
- Élu Lion d'or africain 2011
- Membre de l'équipe type de Ligue 1 lors de la saison 2006-2007
- Deuxième meilleur joueur de la saison 2006-2007 de Ligue 1
- Soulier de bronze africain 2007 (désignant les 3 meilleurs footballeurs africains évoluant en Europe)
- Meilleur joueur de la première phase de la saison 2007-2008 de Liga
- Membre de l'équipe type de la CAN 2012
- Membre de l'équipe type de la CAN 2013

## Vie privée
Seydou Keita est marié à Zoubida Johnson, d'origine capverdienne. Il a deux enfants, Mohamed Ikhlas, née le 14 mai 2008 à Séville et Hanane Yousra, née en juillet 2009 à Barcelone.
Toute sa famille réside à Lafiabougou, quartier de Bamako.